# That's Rich (singolo)
That's Rich è un singolo della cantante irlandese Brooke, pubblicato il 19 gennaio 2022 su etichetta discografica V2 Records.

## Descrizione
Il 18 gennaio 2022 è stato annunciato che con That's Rich Brooke avrebbe preso parte a Eurosong 2022, uno speciale del Late Late Show utilizzato come selezione del rappresentante dell'Irlanda all'Eurovision Song Contest. Il singolo è stato pubblicato in digitale il giorno successivo. Durante l'evento il successivo 4 febbraio, Brooke ha ottenuto il maggior numero di punti fra i sei partecipanti, ricevendo il massimo dalla giuria internazionale e dal televoto, rendendola di diritto la rappresentante irlandese a Torino. Nel maggio successivo Brooke si è esibita durante la seconda semifinale della manifestazione europea, dove si è piazzata al 15º posto su 18 partecipanti con 47 punti totalizzati, non riuscendo a qualificarsi per la finale.

## Tracce
Testi e musiche di Brooke Scullion, Izzy Warner e Karl Zine.
1. That's Rich – 3:01

## Classifiche
| Classifica (2022) | Posizione massima |
| ----------------- | ----------------- |
| Irlanda           | 54                |